# Leon Shamroy
Leon Shamroy, född 1901 i New York, död 1974 i Los Angeles, var en amerikansk filmfotograf. Han nominerades till Oscar för bästa foto hela 18 gånger varav han vann fyra. Han och Charles Lang har rekordet för flest antal nomineringar i fotokategorin.

## Filmografi (i urval)
- 1938 – Hela familjen på vift
- 1940 – Dansa, senorita!
- 1944 – Wilson
- 1945 – Min är hämnden
- 1953 – Den purpurröda manteln
- 1954 – Sinuhe, egyptiern
- 1955 – Skimrande dagar
- 1956 – Kungen och jag
- 1959 – Porgy and Bess
- 1963 – Cleopatra

## Priser och utmärkelser
- Oscar för bästa filmfotografi (färg), för Den svarta svanen,  4 mars 1943[5]
- Oscar för bästa filmfotografi (färg), för Wilson,  15 mars 1945[6]
- Oscar för bästa filmfotografi (färg), för Min är hämnden,  7 mars 1946[7]
- Oscar för bästa filmfotografi (färg), för Cleopatra,  13 april 1964[8]
- Stjärna på Hollywood Walk of Fame

[Redigera Wikidata]